# Neoneura aaroni
Neoneura aaroni – gatunek ważki z rodziny łątkowatych (Coenagrionidae). Występuje na terenie Ameryki Północnej; stwierdzony w Teksasie na południu USA oraz w przyległym stanie Nuevo León w północno-wschodnim Meksyku.